# Tetraponera latifrons
Tetraponera latifrons é uma espécie de formiga do gênero Tetraponera, pertencente à subfamília Pseudomyrmecinae.